# Szirénázó szupercsapat
A Szirénázó szupercsapat (eredeti cím: Vennebyen) norvég televíziós 3D-s számítógépes animációs sorozat, amelyet Svein-Inge Solheim rendezett. Készült két külön kiadás is, a Szirénázó szupercsapat: Halloween-i hercehurca és a Szirénázó szupercsapat: Karácsonyi kalamajka. Magyarországon a Minimax adta.

## Ismertető
A történet egy barátságos városkában játszódik, ahol a lakók vidámak és boldogak valamint jól élnek egymás mellett. Van három jó barát is, akik mindhárman a városban újoncok. Új tagok a város sürgősségi állomásain, az-az a következő helyeken: a rendőrségen, a mentősségen és a tűzoltóságon is. Itt nem lazsálhatnak, mert a városi forgatagban nincsen unatkozás. Ezt viszont, nem is bánják! Vagyis a munkában együtt mind nagy örömet lelnek, mivel a munkaidőben mindig akad számukra feladat, amely megoldandó és van valaki mindig, akinek szüksége van egy segítőtársa. Akár egy segítő kézre, vagy akár egy segítő mancsra.

## Szereplők
- Franky (tűzoltóautó)
- Tom (tűzoltó)
- Barnie (tűzoltó)
- Elphie (elefánt)
- Rafi (zsiráf)
- Peti (rendőrautó)
- Bobby (rendőr)
- Tiffany (rendőr)
- Timba (kutya)
- Zsi (zsiráf)
- Abby (mentőautó)
- Tina (mentős)
- Ted (mentős)
- Helly (helikopter)
- Max (majom)
- Bonnie (hajó)
- Martin
- Mia
- Ugri (nyuszi)
- Kimmy (kenguru-postás)

## Magyar hangok
- Bódy Gergő – Max
- Fekete Zoltán – Ugri
- Solecki Janka – Kimmy
- Menszátor Magdolna – ?
- Szatmári Attila – ?
- Kelemen Kata – ?
- Kálmánfi Anita – ?
- Németh Gábor – ?
- Pálmai Szabolcs – Martin
- Dudás Eszter – ?
- Galambos Péter – ?
- Szokol Péter – ?
- Molnár Ilona – Mia

## Epizódok

### 1. évad
1. Usgyi a labda után

1. Nincs is füst
2. Fociörület
3. Magasságos Szülinap
4. Hová tűnt Roller
5. A siask menő
6. Elveszve az erdőben
7. Ted és az elveszett kötszer
8. Légy éber Raffee
9. A szemetelő
10. A fahéjas csiga
11. Bocs, hogy késtem
12. A tévedés
13. Hurrá, horgászunk
14. Elphie és az alma
15. Gratulálunk, Frankie!
16. Buli van!
17. A titok
18. Bobby és Barney zenél
19. Ugris és az Óriás
20. Csapatmunka
21. Az extrém sport
22. Timba szabadnapja
23. A hegyimentés
24. A csokis muffin akció
25. Apa fia délután

### 2. évad
1. Max és a gitár (Max to  the Max)
2. Hallgatni arany (Silence is Golden)
3. Elphie a kontytolvaj (Elphie get your Bun)
4. A csatornafogságában (Down the Drain)
5. Defekt (Flat Out)
6. Abby pánikrohama (Abby's Panic Attack)
7. Bobby homokvára (Bobby's Sand Castle)
8. Az eltűnt őrrend esete (The Case of the Missing Case)
9. Pelyhes (Fulffy)
10. A vasúti átjáró (Clear the Line)
11. Ugri a tűzoltó (Jumpi to the Rescue)
12. Titokzatos festékpacák (Paiting the Town)
13. Jim elszabadul (?)
14. Kincses sziget (Treasure Island)
15. Körbe-Körbe (Round and Round the House)
16. Ugri nagy nyugdíja (Jumpi's big Ballon)
17. Bormi segítséget kér (S.O.S. Bonnie)
18. Tom segélykérése (Tom's Alarm Call)
19. Gi és Raffe új feladata (Gi and Raffe's Look-Out Duties)
20. Medvebocs keresés (Spot the Bear)
21. Óvakodj a jetitől (Beware of the Yeti)
22. Egy szerencsés baleset (Winter Blunderland)
23. Max hegyi sétája (Max's Mountain Waek)
24. Max mentőakciója (Max's Meray Ride)
25. Duó vihar (Snow Toruble)
26. Első a munka, aztán a szórakozás (Duty Before Preasure)